# Euclystis postponens
Euclystis postponens är en fjärilsart som beskrevs av Walker 1858. Euclystis postponens ingår i släktet Euclystis och familjen nattflyn. Inga underarter finns listade i Catalogue of Life.